# 六氟锗酸钾
六氟锗酸钾是钾的六氟锗酸盐，化学式 K
2GeF
6。

## 制备
六氟锗酸钾可以由二氧化锗、氢氟酸和氯化钾反应而成。
{\displaystyle \mathrm {GeO_{2}+6\ HF+2\ KCl\longrightarrow K_{2}[GeF_{6}]+2\ HCl+2\ H_{2}O} }

## 性质
六氟锗酸钾是一种白色不潮解固体，难溶于水。在 18 °C 下，它在水中的溶解度为 5.4 g/l；在 100 °C 下则为25.8 g/l。 六氟锗酸钾有三种结构，转变温度分别是 240 °C 和500 °C。在室温下，它是三方晶系的，空间群P3m1 (No. 164)，晶格参数 a= 5.62 Å 和c = 4.65 Å。